# Héros (film, 1988)
Pour les articles homonymes, voir Héros (homonymie).
Pour plus de détails, voir Fiche technique et Distribution.
Héros (Hero and the Terror) est un film américain réalisé par William Tannen, sorti en 1988.

## Synopsis
Danny O'Brien, flic devenu le héros de Los Angeles depuis qu'il a mis hors d'état de nuire Simon Moon, un tueur en série surnommé « la terreur ». Mais, Simon Moon s'échappe de l'asile et Danny O'Brien va devoir le traquer à nouveau…

## Fiche technique
- Titre français : Héros
- Titre original : Hero and the Terror
- Réalisation : William Tannen
- Scénario : Dennis Shryack & Michael Blodgett, d'après la nouvelle éponyme de ce dernier
- Musique : David Michael Frank
- Photographie : Eric Van Haren Noman
- Montage : Christian Wagner
- Production : Raymond Wagner
- Société de production : Golan-Globus Productions
- Société de distribution : Cannon Film Distributors
- Pays :  États-Unis
- Langue : Anglais
- Format : Couleur - Ultra Stéréo - 35 mm - 1.85:1
- Genre : Policier
- Budget : 13 000 000 $
- Durée : 90 min
- Dates de sortie :
  - États-Unis : 26 août 1988
  - France : 31 août 1988

## Distribution
- Chuck Norris (VF : Bernard Tiphaine) : Danny O'Brien
- Brynn Thayer (VF : Pauline Larrieu) : Kay
- Steve James (VF : Mostéfa Stiti) : Robinson
- Jack O'Halloran : Simon Moon dit "La Terreur"
- Jeffrey Kramer (VF : Philippe Peythieu)  : Dwight
- Ron O'Neal (VF : Pierre Saintons) : le maire
- Murphy Dunne (VF : Michel Paulin) : George Danquist
- Tony DiBenedetto : Dobeny
- Billy Drago (VF : Hervé Jolly) : le Dr Highwater
- Joe Guzaldo (VF : François Leccia) : Sal Copelli (Al Capelli en VF)
- Peter Miller (VF : Michel Gudin) : Bridges, le chef de la police
- Karen Witterr (VF : Muriel Montossey) : Ginger
- Christine Wagner (VF : Anne Kerylen) : le Dr Haskins, médecin accoucheuse
- Branscombe Richmond : Victor
- Melanie Noble (VF : Fatiha Chriette) : Harriet